# Technische Universität Ostrava
Die Technische Universität Ostrava (voller deutscher Name: VŠB – Technische Universität Ostrava, tschechisch Vysoká škola báňská – Technická univerzita Ostrava, kurz: VŠB – TU Ostrava oder VŠB-TUO) wurde im Jahre 1849 als Montanistische Lehranstalt gegründet, 1865 zur Bergakademie und 1904 zur technischen Hochschule erhoben. Sie ist heute eine bedeutende ingenieurwissenschaftliche Universität Tschechiens, insbesondere im modernen Bergbau-, Hütten- und Ingenieurwesen sowie in der Umwelt- und Nanotechnik.
Die Hochschule knüpft an die Aktivitäten der Bergakademie (später Montanhochschule) in Příbram an, die im Jahre 1945 von Příbram nach Ostrava verlegt wurde. Der heutige Name der Schule verdeutlicht den Übergang von der ehemals eng gefassten Bergbauschule zu einer vollwertigen technischen Universität. Die VŠB-TUO bietet mehr als 200 akkreditierte Studiengänge auf Bachelor-, Postgraduierten- und Doktorandenebene an.

## Geschichte
Die Schule wurde in der Mitte des 19. Jahrhunderts gegründet, als die langjährigen Bemühungen um die Einführung einer Lehrlingsausbildung für Bergleute ihren Höhepunkt erreichten. Die Montan-Lehranstalt in Příbram wurde am 23. Januar 1849 durch Kaiserdekret gegründet und der erste Studienjahrgang wurde am 10. November desselben Jahres eröffnet. Seit ihrer Gründung bot die Schule zwei Kurse an, einen für Bergbau und einen für Metallurgie. Im Jahr 1865 nahm die Schule den Namen Bergakademie in Příbram an. Obwohl private Bergbauunternehmen die Hochschulbildung im Bergbau unterschätzten, wurde ihre Bedeutung durch die zunehmende Häufigkeit von Bergbaukatastrophen unterstrichen. Nach den Statuten von 1895 wurde der von den Mitgliedern des Lehrkörpers gewählte Rektor für die Leitung der Bergakademie verantwortlich, ebenso wie an anderen Universitäten. Die Professoren der Bergakademie in Příbram wurden damit den Professoren der Technischen Hochschulen gleichgestellt, aber erst im Jahre 1904 wurde die Bergakademie durch ein neues Statut, das den Bergakademien in Leoben und Příbram gemeinsam war, zu einer vollwertigen Universität aufgewertet. Mit dem neuen Gesetz wurde auch der Name der Bergakademie in Příbram in Montanhochschule in Příbram geändert.
Die Erklärung der Unabhängigkeit der Tschechoslowakei im Jahre 1918 und die Einführung der tschechischen Unterrichtssprache ein Jahr später waren wichtige Meilensteine für die weitere Entwicklung der Schule. Zu den wichtigsten Themen, mit denen sich alle Rektoren in der Zwischenkriegszeit beschäftigten, gehörte die Forderung nach der Verlegung der VŠB von Příbram als eigenständige Universität nach Prag, was während der gesamten Ersten Republik nicht geschah. Dennoch erlangte die VŠB in Příbram in dieser Zeit eine wichtige Stellung im System der technischen Hochschulbildung und leistete einen bedeutenden Beitrag zur Entwicklung wissenschaftlicher Erkenntnisse nicht nur in den traditionellen Bergbaudisziplinen, sondern auch in den Bereichen Maschinenbau, Elektrotechnik und Naturwissenschaften. Mit der Schließung der tschechischen Universitäten im November 1939 endete die Příbram-Periode der VŠB, die sich gerade vorbereitete, ihr 90-jähriges Bestehen zu feiern.
Nach der Wiedererrichtung der Tschechoslowakei im Jahre 1945 nahm die VŠB in Příbram ihre Tätigkeit im Mai wieder auf, wurde jedoch aufgrund eines Dekretes des Präsidenten der Republik Edvard Beneš vom 8. September 1945 von Příbram nach Ostrava verlegt. Der Unterricht des Wintersemesters des Studienjahres 1945/1946 begann in Ostrava im November 1945. Die weitere Entwicklung der VŠB in Ostrava, sowie des gesamten tschechoslowakischen Hochschulwesens, wurde durch das neue Hochschulgesetz von 1950 beeinflusst. Das neue Gesetz bedeutete eine grundlegende Änderung der bestehenden Struktur des Hochschulsystems. Damit wurden die Universitäten der staatlichen Aufsicht unterstellt und die akademischen Freiheiten faktisch abgeschafft. Die neue gesetzliche Regelung aus dem Jahre 1950 veränderte auch die interne Struktur der VŠB in Ostrava grundlegend. Ab dem Studienjahr 1951/1952 wurden die Fakultäten für Bergbau und Metallurgie eingerichtet. Die Fakultät für Bergbauingenieurwesen (seit 1968 Fakultät für Maschinenbau) wurde an der VŠB durch die Eingliederung der Hochschule für Maschinenbau in Brušperk eingerichtet. Im Jahre 1953 wurden zwei weitere Fakultäten gegründet, nämlich die Fakultät für Wirtschafts- und Ingenieurwissenschaften (1959 aufgelöst) und die Fakultät für Geologie (im Jahre 1959 mit der Fakultät für Bergbau zusammengelegt). Seit den 1950er Jahren entstanden neue Studienrichtungen und Spezialisierungen, um den Anforderungen der industriellen Praxis gerecht zu werden, die durch bedeutende Entwicklungen nicht nur in den traditionellen Bergbaudisziplinen, sondern auch im Bereich des Maschinenbaus und der Elektrotechnik verursacht wurden. Ein wichtiger Moment in der Entwicklung der Schule war die Aufnahme ihrer Tätigkeit in dem neu gebauten Campus in Ostrava-Poruba im Jahre 1973. Die VŠB in Ostrava wandelte sich allmählich von einer klassischen Montanhochschule zu einer polytechnischen Universität, was durch die Entwicklung von Disziplinen und Studienrichtungen, die zunehmend die Computertechnologie verwendeten, begünstigt wurde. Die Entwicklung der wirtschaftlichen Disziplinen an der VŠB Ostrava führte im Jahre 1977 zur Gründung der Fakultät für Wirtschaftswissenschaften. Im selben Jahr erfolgte die Umbenennung der Fakultät für Maschinenbau in Fakultät für Maschinenbau und Elektrotechnik, was den Höhepunkt einer langjährigen Entwicklung und schrittweisen Profilierung der wissenschaftlichen und pädagogischen Aktivitäten der Fakultät in elektrotechnischen Bereichen darstellte.
Die gesamtgesellschaftlichen Ereignisse im November 1989 und die anschließenden politischen Entwicklungen bedeuteten für das tschechoslowakische Hochschulwesen die Rückkehr zu Autonomie und akademischen Freiheiten. In der ersten Hälfte der 1990er Jahre erfuhr die VŠB in Ostrava eine umfassende Umgestaltung. Die Umstrukturierung der metallurgischen Industrien und das Abbauprogramm im Bergbau führten zu einem Wechsel der Studienrichtungen. Unter Beibehaltung der traditionellen Studienfächer, in denen die VŠB Ostrava jahrzehntelang eine exklusive Stellung innehatte, war es notwendig, sich auf andere Bereiche zu konzentrieren und dabei neue Technologien und Materialien einzusetzen. Die Fakultäten mussten also bei den Inhalten der einzelnen Studiengänge auf die aktuellen Bedürfnisse des Arbeitsmarktes eingehen. Eine positive Folge der revolutionären Ereignisse war die Öffnung der Grenzen, die die Aufnahme von Kontakten und Verträgen mit ausländischen Universitäten und Forschungsinstituten sowie die Beteiligung der Schule an internationalen wissenschaftlichen Forschungsprogrammen ermöglichte. Die Umwandlung der Schule in eine polytechnische Universität wurde mit der Einrichtung einer unabhängigen Fakultät für Elektrotechnik im Jahr 1991 und der Erweiterung ihres Namens in Fakultät für Elektrotechnik und Informatik im Jahr 1993 abgeschlossen. Die Änderung des traditionellen Namens der Fakultät für Metallurgie in Fakultät für Metallurgie und Materialingenieurwesen im Jahr 1991 stand im Zusammenhang mit ihrem neuen Konzept und der Ausrichtung ihrer wissenschaftlichen und pädagogischen Aktivitäten auf den Bereich der Werkstoffwissenschaften.
Im Jahre 1994 wurde der traditionelle historische Name der Schule in VŠB - Technische Universität Ostrava geändert. Die lange Tradition der Lehre auf dem Gebiet des Bauingenieurwesens und der Geotechnik war die Grundlage für die Gründung einer eigenständigen Fakultät für Bauingenieurwesen im Jahr 1997. Mehr als dreißig Jahre Entwicklung auf dem Gebiet der Brandschutztechnik und der industriellen Sicherheit sowie die Anforderungen der Praxis an die Ausbildung von Fachleuten mit Hochschulabschluss auf dem Gebiet der Sicherheitstechnik führten im Jahre 2002 zur Gründung der Fakultät für Sicherheitstechnik. Mit der Gründung von anderen spezialisierten Arbeitsplätzen wurde auf dem Universitätscampus in Ostrava-Poruba eine ihren Bedürfnissen entsprechende Qualitätseinrichtung errichtet. Das Energieforschungszentrum, das Zentrum für Nanotechnologien, das Universitätsinstitut ENET (Energy Units for the Utilisation of Non-Traditional Energy Sources) und jetzt das Zentrum für Energie- und Umwelttechnologien haben hier ihre erfolgreichen wissenschaftlichen Aktivitäten entwickelt. Auf der Grundlage langjähriger wissenschaftlicher Forschungstätigkeiten im Bereich der Informationstechnologie wurde 2015 das Nationale Supercomputing-Zentrum IT4Innovations gegründet. Es betreibt derzeit zwei Supercomputer, Barbora (im Herbst 2019 eingeführt) und Karolina, sowie das künstliche Intelligenz-Computersystem, NVIDIA DGX-2 (im Frühjahr 2019 eingeführt).
Im Jahr 2021 wurde auf dem Campus VŠB-TUO mit dem Bau eines neuen Gebäudes der Fakultät für Wirtschaftswissenschaften und dem Bau des Zentrums für Energie- und Umwelttechnologien begonnen.

### Entwicklung des Namens
- 1849 - Montan-Lehranstalt in Příbram
- 1865 – Bergakademie in Příbram
- 1904 - Montanhochschule in Příbram
- 1945 - Montanhochschule in Ostrava
- 1995 - VŠB – Technische Universität Ostrava

Gegenwärtig ist die VŠB-TUO eine der führenden tschechischen und europäischen Universitäten, die technische, wissenschaftliche und wirtschaftliche Ausbildung anbietet, angewandte und Grundlagenforschung betreibt und der Industrie, dem Bankwesen und dem Unternehmenssektor die erforderlichen professionellen Beratungs- und Sachverständigendienste anbietet, einschließlich lebenslangen Lernens. Die Absolventen der Universität finden oft schon während ihres Studiums einen Arbeitsplatz und jedes Jahr schließen durchschnittlich 3117 Studenten ihr Studium erfolgreich ab. Die Universität unterstützt studentische Aktivitäten wie die Gründung eines eigenen Unternehmens, Auslandsaufenthalte oder Studentenorganisationen. Die VŠB - Technische Universität Ostrava arbeitet mit einer Reihe von tschechischen und ausländischen Universitäten und Unternehmen zusammen.

## Fakultäten
VŠB-TUO bietet eine Ausbildung in sieben Fakultäten an:
- Fakultät für Bergbauwesen und Geologie (1716)
- Fakultät für Metallurgie und Materialingenieurwesen (1849)
- Fakultät für Maschinenwesen (1950)
- Fakultät für Wirtschaftswissenschaften (1977)
- Fakultät für Elektrotechnik und Informatik (1991)
- Fakultät für Bauingenieurwesen (1997)
- Fakultät für Sicherheitsingenieurwesen (2002)

## Forschung
Die VŠB-TUO ist eines der führenden wissenschaftlichen Forschungsinstitute in der Tschechischen Republik und hat einen bedeutenden Einfluss auf die Entwicklung und Innovation in den Bereichen IT, Energie, neue Materialien und Umwelttechnik. Die VŠB-TUO ist ein wichtiger Bestandteil der Entwicklungs- und Innovationsaktivitäten der Mährisch-Schlesischen Region und der Tschechischen Republik. Die Ergebnisse und Rankings der Universität zeugen von der Qualität und Stärke ihres professionellen Humankapitals.
Strategische Forschungsbereiche: 
IT, Energie, Materialwissenschaften, Umwelttechnik
Einzelne wissenschaftliche Forschungsrichtungen:
Ingenieurwesen und Technologie: Elektrotechnik, Maschinenwesen, Materialwissenschaft und -technik, Bauingenieurwesen, Sicherheitstechnik, Biomedizin und Biomechanik, Umweltschutz und Brachflächenmanagement, Chemieingenieurwesen, Geotechnik, Geodäsie und Geoinformatik, Automobil- und Verkehrstechnik, Akustik, Nanotechnologie, Additive Technologien
Informatik und cyber-physische Systeme: künstliche Intelligenz, maschinelles Lernen, Computer Vision und Bildverarbeitung, Software- und Prozess-Engineering, Hochleistungsrechnen, Hochleistungsdatenanalyse, Computergestützte und angewandte Mathematik, Industrie 4.0, Robotik
Energie und Rohstoffe: erneuerbare Energien, Energiespeicherung, leistungsfähige Energiespeichersysteme, Energiemanagement mit Methoden der künstlichen Intelligenz, Energiediagnostik, Elektromobilität, Aufbereitung von Energierohstoffen
Wirtschaftliche und finanzielle Prozesse: Wirtschaftswissenschaften, Finanzen, Managementlehre, Betriebswirtschaft
Die VŠB-TUO ist eines der führenden wissenschaftlichen Forschungsinstitute in der Tschechischen Republik und hat einen bedeutenden Einfluss auf die Entwicklung und Innovation in den Bereichen IT, Energie, neue Materialien und Umwelttechnik. Die VŠB-TUO ist ein wichtiger Bestandteil der Entwicklungs- und Innovationsaktivitäten der Mährisch-Schlesischen Region und der Tschechischen Republik. Die Ergebnisse und Rankings der Universität zeugen von der Qualität und Stärke ihres professionellen Humankapitals.

## Persönlichkeiten (Professoren und Absolventen)
- Karel Heyrowský (1802–1863), Professor für Bergbau, Bergbauausrüstung, Bergbaustandards von 1849 bis 1863
- Josef Theurer (1862–1928), Professor für Mathematik und Physik von 1895 bis 1926, Erster Kanzler der Vysoká škola báňská in Příbram (1904) und Rektor von 1903 bis 1927
- František Čechura (1887–1974), Professor für Bergbaustandards, Rektor der TUO von 1945 bis 1950
- František Mařík (1884–1966), Professor für Förderanlagen
- Alois Řiman (1896–1966), Begründer der Bergbauplanung
- Richard Doležal (1921–2005), Professor für Verfahrenstechnik und Dampfkesselwesen an der Bergbauakademie Ostrava, TH Prag, TU Braunschweig, Universität Stuttgart
- Petr Šnapka (* 1943), Professor für Ökonomie und Management, Dean IDMS
- Tomáš Čermák (* 1943), Ingenieurwissenschaftler und Rektor der TUO (1990 bis 1997, 2003 bis 2010)
- Václav Roubíček (1944–2010)[2], Professor für Brandsicherheit an der TUO, Rektor 1997 bis 2003; Mitglied des Senats des Parlaments der Tschechischen Republik 2003–2008
- Gustav Ziegelheim (1839–1904), Professor für Bergbaukunde, Aufbereitungstechnik und Markscheidewesen.[3]